# Србија на Европском првенству у атлетици у дворани 2013.
Србија је учествовала на 32. Европском првенству у дворани 2013 одржаном у Гетеборгу, Шведска, од 28. фебруара до 3. марта. Ово је било четврто Европско првенство у атлетици у дворани од 2006. године од када Србија учествује самостално под овим именом.
На првенству у Гетеборгу Србију је представљало четворо атлетичара (три мушкараца и једна жене) који су се такмичили у 4 дисциплине.
Златна медаља Асмира Колашинца у бацању кугле, је највећи успех српске атлетике на такмичењима у дворани до данас.
Ово је било први пут да се Србија нашла међу освајачима медаља.
На првенству су постављена два национална рекорда у бацању кугле и седмобоју.
Са две освојене медаље Србија је у укупном пласману заузела 12 место од 19 земаља које су на овом првенству освојиле медаље. На табели успешности земаља према осам првопласираних (финалиста) у свим дисциплинама Србија је заузела 16 место са освојених 18 бодова, од 27 седам земаља које су имале финалисте. На првенству је учествовало 47 земаља.

## Освајачи медаља (2)

### Злато (1)
- Асмир Колашинац — Бацање кугле

### Бронза (1)
- Михаил Дудаш — Седмобој

## Учесници
| Бр. | Дисциплина   | Мушкарци        | Жене           | Укупно |
| --- | ------------ | --------------- | -------------- | ------ |
| 1   | 1.500 м      | Горан Нава      |                | 1      |
| 2   | Скок удаљ    |                 | Ивана Шпановић | 1      |
| 3   | Бацање кугле | Асмир Колашинац |                | 1      |
| 4   | Седмобој     | Михаил Дудаш    |                | 1      |
|     | Укупно (4)   | 3               | 1              | 4      |

## Резултати

### Мушкарци
| Атлетичар       | Дисциплина   | Лични рекорд | Квалификације | Квалификације | Финале           | Финале | Детаљи |
| Атлетичар       | Дисциплина   | Лични рекорд | Резултат      | Место         | Резултат         | Место  | Детаљи |
| --------------- | ------------ | ------------ | ------------- | ------------- | ---------------- | ------ | ------ |
| Горан Нава      | 1.500 м      | 3:40,65 НР   | 3:45,58       | 5 уг гр 2     | Није се пласирао | 15/24  |        |
| Асмир Колашинац | бацање кугле | 20,64 =НР    | 20,31         | 1 КВ          | 20,62 ЛРС        |        |        |

седмобој
| Дисциплина   | Михаил Дудаш | Михаил Дудаш | Михаил Дудаш | Михаил Дудаш |
| Дисциплина   | Лич. рек.    | Рез.         | Бод.         | Плас.        |
| ------------ | ------------ | ------------ | ------------ | ------------ |
| 60 м         | 6,90         | 6,91 ЛР      | 915          | 5            |
| Скок удаљ    | 7,31         | 7,55 ЛР      | 947          | 3            |
| Бацање кугле | 14,22        | 14,12        | 736          | 7            |
| Скок увис    | 2,02         | 2,08 ЛР      | 878          | 1            |
| 60 препоне   | 8,19         | 8,13 ЛР      | 949          | 8            |
| Скок мотком  | 4,80         | 4,60         | 790          | 11           |
| 1.000 м      | 2:44,88      | 2:39,04 ЛР   | 884          | 5            |
| Укупно       | 5.873 НР     | -            | 6.099 НР     |              |

### Жене
| Атлетичарka    | Дисциплина | Лични рекорд | Квалификације | Квалификације | Финале   | Финале | Детаљи |
| Атлетичарka    | Дисциплина | Лични рекорд | Резултат      | Место         | Резултат | Место  | Детаљи |
| -------------- | ---------- | ------------ | ------------- | ------------- | -------- | ------ | ------ |
| Ивана Шпановић | скок удаљ  | 6,73 НР      | 6,59          | 5 кв          | 6, 68    | 5 / 19 |        |